# میگل ربوسیو
میگل ربوسیو (انگلیسی: Miguel Rebosio؛ زادهٔ ۲۰ اکتبر ۱۹۷۶) بازیکن سابق فوتبال اهل پرو است که در پست مدافع بازی می‌کرد.
وی همچنین در تیم ملی فوتبال پرو بازی کرده‌است.